# 尚州周氏
尚州周氏()，朝鮮民族氏族之一。本貫在庆尚北道尚州市。於2000年调查時，總計有18384人。 
先祖是中国唐朝時入籍新羅的周頤.庆州周氏、绫州周氏、尚州周氏、天安周氏、铁原周氏、草渓周氏均是其分支。

## 脚注
1. ↑  黄金相Hun，稻田夏子翻译、三上喜孝评注""历史"的教科书之间的关系[]"的"大学历史・地理・人类学的论文，第13号"在2012年，花45比索可获得

## 相关的项目
- 韓國外來歸化姓氏